# Drömmar i ovädrens tid
Drömmar i ovädrens tid är en novellsamling av Artur Lundkvist utgiven 1963.
Boken består av 42 berättelser numrerade I–XLII. I sin självbiografi Självporträtt av en drömmare med öppna ögon skriver Lundkvist att boken kom till som kompensation för ett dåligt resår 1962: "Jag balanserade det genom att skriva Drömmar i ovädrens tid, där jag företog många färder och snabbförflyttningar i fantasin: jag var i den bibliska Orienten, i det gamla och nya Afrika, i Milarepas Tibet. Jag nekade mig ingenting och hade verkligen roligt medan jag skrev, lättsinnigt oberörd av den sura kritik jag kunde vänta mig... Åtskilligt material från autentiska drömmar ingick i dem, men i huvudsak var det naturligtvis fråga om en litterär metod."
Boken fick emellertid ett positivt mottagande av flera kritiker som också hade en annan uppfattning än Lundkvists egen karaktäristik. Knut Ahnlund skrev: "Drömmar i ovädrens tid... har blivit en mötesplats för de författare, som skrivit under namnet Artur Lundkvist. Här utplånas gränserna mellan den yttre världen och den inre. I en svit av drömmar nedstiger medvetandet till trakter, där det tidigare gjort erfarenheter; det är fråga om återbesök, snabba möten, gamla skådeplatser. Drömmarens namn är Jag. Det är inte egocentrikernas bomärke men en klädnad för en drömkaraktär som ständigt byter gestalt."
Även Carl-Eric Nordberg ansåg att boken är en betydande skapelse. Han tyckte att över Lundkvists värld av sammanslingrande myter, sagor och sägner, härskar Proteus, förvandlingskonstens stora symbolgestalt. "Myten, sagan och sägnen träder här - mot bakgrund av naturfolkens magi, svenska landsbygdstragedier och apokalyptiska nutidsstämningar - fram ur diktarens dagdrömmar, önskedrömmar, skräckdrömmar."

## Källa
- Lindblom, Paul (1991). Samtiden i ögat. En bok om Artur Lundkvist. Tidens förlag. sid. 234–235. ISBN 91-550-3535-3